# Tatiana Chapochnikova
Tatiana Olegovna Chapochnikova (russe : Татьяна Олеговна Шапошникова, née en 1946) est une mathématicienne et historienne des mathématiques russe, travaillant à l'Institut royal de technologie, en Suède. Elle est surtout connue pour ses travaux sur la théorie des multiplicateurs dans les espaces fonctionnels, les opérateurs différentiels partiels et ses travaux en histoire des mathématiques, dont certains ont été réalisés en partie avec Vladimir Mazya (en). Elle est également traductrice de textes scientifiques et littéraires. 

## Biographie

### Carrière académique
Tatiana Chapochnikova est diplômée de l'université de Leningrad en 1969. De 1969 à 1972, elle est étudiante diplômée de la même université. En 1973, elle reçoit le diplôme de kandidat nauk. De 1973 à 1990, elle travaille dans les départements de mathématiques de plusieurs instituts techniques de Leningrad, d'abord en tant qu'assistante puis en tant que professeure associée. Elle perd son emploi à deux reprises en raison de ses contacts avec des dissidents actifs, ayant ainsi dû changer d'employeur. Elle émigre en Suède en 1990 avec sa famille. Elle travaille comme professeure agrégée (universitetslektor) au Département de mathématiques de l'université de Linköping du 1er juillet 1991 à septembre 2013, et occupe un poste de professeure titulaire au Département de mathématiques de l'université d'État de l'Ohio, de 2004 à 2008: depuis octobre 2013, elle occupe un emploi à temps partiel au Département de mathématiques de l'Institut royal de technologie. 
Elle est  membre du comité d'éthique de la Société mathématique européenne et membre des comités de rédaction de la revue Complex variable and Elliptic Equations et de l'Eurasian Mathematical Journal. 

### Prix et distinctions
En mars 2003, Chapochnikova et Vladimir Mazya (en) reçoivent le prix Verdaguer de l'Académie française des sciences pour leurs travaux aboutissant à la première biographie scientifique de Jacques Hadamard. En mai 2010, elle reçoit le prix Thureus de la Société royale des sciences d'Uppsala « pour sa contribution exceptionnelle à la théorie des équations aux dérivées partielles et en particulier à la théorie des multiplicateurs dans les espaces fonctionnels ».  

## Travaux

### Activité de recherche
Chapochnikova  est l'auteure de plus de 70 articles de recherche et de quatre livres ; ses recherches appartiennent principalement aux domaines suivants. 

#### Espaces fonctionnels
À partir de 1979, la théorie des multiplicateurs dans divers espaces de fonctions différenciables est le principal thème de recherche de son travail.  Elle a trouvé des conditions pour la délimitation d'intégrales singulières (en) et d'opérateurs pseudo-différentiels agissant entre des paires d'espaces de Sobolev en 1995. En 1989, elle a montré que les multiplicateurs dans les espaces potentiels de Bessel (en) sont des traces de multiplicateurs appartenant à une certaine classe de fonctions différenciables avec une norme mixte pondérée . Une grande partie de son travail conjoint avec Vladimir Mazya sur la théorie des multiplicateurs implique leur caractérisation analytique, les inégalités de trace et les relations entre les traces et l'extension des multiplicateurs (en), les relations des multiplicateurs de Sobolev et d'autres espaces fonctionnels, les sous-algèbres maximales des espaces multiplicateurs, les estimations de leur norme essentielle et la compacité des multiplicateurs.  

#### Équations aux dérivées partielles linéaires et non linéaires
Sur la base de ses recherches sur la théorie des multiplicateurs, Chapochnikova a donné diverses applications de cette théorie à l'étude des solutions aux équations aux dérivées partielles elliptiques linéaires et quasi linéaires du second ordre et aux systèmes de telles équations : c'était une conséquence du fait que, dans plusieurs cas, de telles solutions peuvent être considérées comme des multiplicateurs dans certains espaces de fonctions différenciables sur un domaine (en) donné (1986, 1987). Elle a décrit la structure des opérateurs de composition (en) dans des espaces de multiplicateurs entre les espaces de Sobolev et a donné des applications de ces résultats aux systèmes d'équations elliptiques semi-linéaires (1987). Elle a également montré que les multiplicateurs peuvent naturellement être adaptés pour faire face à la coercivité L p du problème de Neumann (1989). Diverses autres applications des multiplicateurs, par exemple au problème de la plus grande régularité dans la théorie du potentiel à couche simple et double pour les domaines de Lipschitz, au problème de la régularité à la frontière dans la théorie Lp des problèmes de valeur aux limites elliptiques et aux opérateurs intégraux singuliers dans les espaces de Sobolev sont résumées dans le livre (Mazya et Shaposhnikova 2009) .

#### Histoire des mathématiques
Son livre primé sur Jacques Hadamard, co- écrit avec V. Mazya, est publié en 1998 conjointement par l'American Mathematical Society et la London Mathematical Society. Un travail antérieur sur le même sujet a été écrit par elle en collaboration avec E. Polishchuk (1990). Son activité récente dans ce domaine comprend l'article (Shaposhnikova 2005) racontant trois histoires de scientifiques qui ont été forcés de répondre à une question mathématique dans des circonstances plutôt difficiles.

### Activité de traduction et d'édition
Chapochnikova a traduit et édité plusieurs monographies mathématiques : notamment les travaux de Koshelev et al. (1975) et par Mikhlin (1979), le livre sur les espaces de Sobolev de Mazya (1985) et les livres de Kresin & Mazya (2007) et de Mazya & Soloviev (2010). Cependant, son travail ne se limite pas seulement à la traduction de monographies : par exemple, elle a traduit en russe une pièce de Lars Gårding, intitulée Mathématiques, vie et mort, et publié la revue mathématique Algebra i Analiz. 
Chapochnikova  a commencé à traduire de la fiction tout en vivant en Russie. Dans les années 1970, elle traduit en russe L'Odyssée du Passeur d'Aurore, Le Fauteuil d'argent et Tactique du diable de C. S. Lewis. Ces traductions étaient impossibles à publier pour des raisons idéologiques et ont été distribuées sous le nom de samizdat,. 
En 2005, elle commence à traduire des livres pour enfants suédois en russe. Parmi eux, Kerstin et moi d'Astrid Lindgren, Mechanical Santa Claus de Sven Nordqvist et deux livres de la série Loranga de Barbro Lindgren.

## Publications
- (ru) V. G. Mazya et T. O. Shaposhnikova, « Traces and extensions of multipliers in the space Wlp », Uspekhi Matematicheskikh Nauk, vol. 34, no 2 (206),‎ 1979, p. 205–206 (zbMATH 0405.46026, lire en ligne).
- (en) V. G. Mazya et T. O. Shaposhnikova, Theory of multipliers in spaces of differentiable functions, vol. 23, Boston – London – Melbourne, Pitman Publishing Inc., 1985, xiii+344 (ISBN 978-0-273-08638-3, MR 0785568, zbMATH 0645.46031).
- (ru) T. O. Shaposhnikova, Bounded solutions of elliptic equations as multipliers in spaces of differentiable functions, vol. 149, Zapiski Nauchnykh Seminarov LOMI, 1986, 165–176 p. (MR 0849306, zbMATH 0601.35023, lire en ligne).
- (ru) T. O. Shaposhnikova, Joint sessions of the Petrovskii Seminar on differential equations and mathematical problems of physics and of the Moscow Mathematical Society (ninth meeting, January 20–23, 1986), vol. 41, 1986a (lire en ligne), « 4(250) », p. 209. En particulier le chapitre « Multiplicative properties of solutions of elliptic equations ».
- (ru) T. O. Shaposhnikova, « On solvability of quasilinear elliptic equations in spaces of multipliers », Izvestiya Vysshikh Uchebnykh Zavedenii. Matematika, vol. 31, no 8,‎ 1987, p. 74–81 (MR 0917617, zbMATH 0701.35041, lire en ligne)..
- (ru) T. O. Shaposhnikova, The superposition operator in classes of multipliers of Sobolev spaces, vol. 1986–1987, Seminar Analysis, 1987a, 181–190 p. (MR 0941610, zbMATH 0647.47043).
- (ru) T. O. Shaposhnikova, Joint sessions of the Petrovskii Seminar on differential equations and mathematical problems of physics and of the Moscow Mathematical Society (tenth meeting, 19–22 January 1987), vol. 42, 1987b (lire en ligne), « 4(256) », p. 158. En particulier le chapitre « On nonlinear differential operators in spaces of multipliers ».
- (ru) T. O. Shaposhnikova, Joint sessions of the Petrovskii Seminar on differential equations and mathematical problems of physics and of the Moscow Mathematical Society (eleventh session, 18–21 January 1988), vol. 42, 1988 (lire en ligne), « 4(256) », p. 181, chapitre « On coercivity in Lp of the Neumann problem in a domain with nonsmooth boundary ».
- (ru) T. O. Shaposhnikova, Multipliers in Bessel potential spaces as traces of multipliers in weighted classes, vol. 88, Trudy Tbilisskogo Matematicheskogo Instituta A. Razmadze, 1989, 59–63 p. (MR 1031711, zbMATH 0711.42016, lire en ligne).
- (ru) T. O. Shaposhnikova, Traces of multipliers in the space of Bessel potentials, vol. 46, Matematicheskie Zametki, 1989a, 100–109 p. (MR 1032913, zbMATH 0694.46028, lire en ligne), chap. 3.
- (ru) T. O. Shaposhnikova, Applications of multipliers in Sobolev spaces to Lp–coercivity of the Neumann problem, vol. 305, Doklady Akademii Nauk, 1989b, 786–789 p. (MR 0998033, zbMATH 0727.35042), chap. 4.
- (ru) E. Polishchuk et T. Shaposhnikova, Jacques Hadamard. 1865-1963. (Жак Адамар. 1865-1963.), Leningrad, Nauka (publisher),‎ 1990, 255 p. (ISBN 978-5-02-024506-8, zbMATH 0718.01030). Une biographie antérieure sur Jacques Hadamard rédigée conjointement par T.O. Chapochnikova  et E. Polishchuk.
- (en) T. O. Shaposhnikova, « On Continuity of Singular Integral Operators in Sobolev Spaces » [archive], Mathematica Scandinavica, 1995 (DOI 10.7146/math.scand.a-12526, MR 1345090, zbMATH 0845.35145, consulté le 28 juin 2011), p. 85–97.
- (en) Vladimir Mazya et Tatyana Shaposhnikova, Jacques Hadamard, a Universal Mathematician, vol. 14, Providence, RI et Londores, American Mathematical Society and London Mathematical Society, 1998, xxv+574 (ISBN 978-0-8218-0841-2, MR 1611073, zbMATH 0906.01031, lire en ligne). Ce livre a deux éditions revues et augmentées : la traduction française Vladimir Mazya et Tatyana Shaposhnikova, Jacques Hadamard, un mathématicien universel, Paris, EDP Sciences, janvier 2005 (1re éd. 1998), 554 p. (ISBN 978-2-86883-707-3, lire en ligne), et la traduction russe (ru) В. Г. Мазья et Т. О. Шапошникова, Ru : Жак Адамар Легенда Математики, Moscou, ИздателЬство МЦНМО,‎ 2008 (1re éd. 1998), 528 p. (ISBN 978-5-94057-083-7, lire en ligne)
- (en) Tatyana Shaposhnikova, « Three high-stakes math exams », The Mathematical Intelligencer, vol. 27, no 3,‎ septembre 2005, p. 44–46 (DOI 10.1007/BF02985838, MR 2162991, zbMATH 1173.01323).
- (en) Vladimir G. Mazya et Tatyana O. Shaposhnikova, Theory of Sobolev multipliers. With applications to differential and integral operators, vol. 337, Heidelberg, Springer-Verlag, 2009 (1re éd. 1985), xiii+609 (ISBN 978-3-540-69490-8, MR 2457601, zbMATH 1157.46001, lire en ligne).
- (sv) Tatyana Shaposhnikova, Årsbok 2010, Uppsala, Royal Society of Sciences in Uppsala, 2010, 65–72 p. (ISSN 0348-7849), chapitre « Jacques Hadamard – En universell matematiker och renässansmänniska ». Le "Thuréusföredrag hållet vid prisutdelningsceremonin i Gustavianum" i.e. le discours de remerciement pour le prix Thuréus que la prof. T. Shaposhnikova a donné le 31 août 2010 à l'occasion de la cérémonie 2010 de la Société Royale des Sciences à Uppsala. Publié dans le livre annuel de la Société, il comporte une biographie et une description de ses recherches, qui motivent l'attribution de la récompense : le thème principal du discours cependant, comme l'indique le titre (une traduction serait « Jacques Hadamard – un mathématicien universel et un homme de la Renaissance »), est un exposé biographique sur Jacques Hadamard.